# Change is a Sound
Change is a Sound is het debuutalbum van de Amerikaanse punkband Strike Anywhere. Het album werd uitgegeven op 14 augustus 2001 door Jade Tree Records. De teksten gaan met name over maatschappelijke onderwerpen waaronder vrouwenrechten en politiegeweld. De derde track, "Refusal", is tevens te horen op het computerspel Tony Hawk's Underground. Het album is in 2010 heruitgegeven door Jade Tree Records.

## Nummers
1. "You're Fired" - 2:04
2. "Timebomb Generation" - 2:18
3. "Refusal" - 2:41
4. "Laughter in a Police State" - 2:07
5. "Sunset on 32nd Street" - 4:19
6. "Detonation" - 3:01
7. "Riot of Words" - 2:29
8. "S.S.T." - 2:32
9. "Chalkline" - 2:39
10. "Three on a Match" - 1:48
11. "My Design" - 3:07